# (29688) 1998 XM92
A (29688) 1998 XM92 a Naprendszer kisbolygóövében található aszteroida. A LINEAR projekt keretében fedezték fel 1998. december 15-én.